# Collar de Esmeraldas
Collar de Esmeraldas fue una telenovela argentina que se transmitió en 2006 por Canal 13. Protagonizada por Osvaldo Laport y Carina Zampini. Coprotagonizada por Pepe Monje, Jean Pierre Noher, Ximena Fassi, Fernando Lúpiz, Laura Miller, Sergio Surraco y Luciana González Costa. Antagonizada por Norberto Díaz, Paula Siero, Patricia Viggiano, Melina Petriella, Gisela Van Lacke y los primeros actores Arturo Bonín y Silvia Montanari. También, contó con las actuaciones especiales de Tota Santillán y los primeros actores Lydia Lamaison, Hilda Bernard y Alberto Anchart.

## Sinopsis
Martín es un reconocido arquitecto que vive en el exterior desde hace tiempo y pertenece al jet set internacional. Luego de estar muchos años distanciado de su padre, Alfredo, un empresario de la construcción fallecido hace un año, vuelve a su país natal cuando se entera de que su madre Lidia ha intentado suicidarse. No se imagina que su regreso cambiará su vida de una vez y para siempre. Romina es una mujer muy hermosa que vive en un barrio muy humilde desde que su padre, que era la persona de confianza de Alfredo, ha perdido el trabajo. 
Al comienzo de la historia, él y Romina tratan de subsistir dignamente recolectando cartones en la vía pública, a pesar de poseer un valioso collar de esmeraldas que les fuera entregado por Alfredo antes de morir. Cuando finalmente deciden venderlo para mejorar su situación, el hombre es cruelmente asesinado.El destino pronto unirá a Romina y a Martín en una increíble historia de amor que pasará por numerosos impedimentos ya que todos, de alguna manera, tratarán de destruir su relación. Además, varias situaciones equívocas fomentarán una desconfianza mutua que irá aumentando a la par de su amor... 
Enfrentado con las verdades y los misterios que rodean a su familia, Martín comenzará a investigar y con gran dolor advertirá que a su alrededor nadie es quien parece ser y que la realidad de sus padres ha sido siempre completamente distinta de la que el conocía. Su tío Víctor, que ha quedado ahora al frente de la empresa constructora, lejos de ser una persona confiable es un hombre inescrupuloso que maneja una de las bandas delictivas más fuertes de la ciudad. Es él quien, en su afán de apoderarse del collar de esmeraldas, ha mandado a matar a Alfredo, su hermano, y luego al padre de Romina. Pronto intentará asesinar a su sobrino, cuya presencia también comenzará a perjudicar sus planes. Las distintas historias girarán en torno a un elemento clave en común: el collar de esmeraldas. 
Una joya de origen inca, que esconde varios secretos reveladores. Un collar que despertará odios y rencores, persecuciones y venganzas. Que dejará al desnudo quién es quién. Que obligará a Martín a adoptar identidades ocultas para meterse en el submundo del hampa y así descubrir quiénes mataron a su padre y al de Romina en nombre de este valioso tesoro. Una búsqueda en la que al protagonista se dará cuenta de que todo tiene un precio, menos el amor.

## Elenco
- Osvaldo Laport como Martín Rivera / Federico Salinas
- Carina Zampini como Romina Franccini
- Silvia Montanari como Lidia
- Arturo Bonín como Víctor Rivera y Alfredo Rivera
- Ximena Fassi como Eva Ferrari
- Sergio Surraco como Roby
- Luciana González Costa como Roxana
- Pepe Monje como Antonio "Tony" Rivera
- Gisela Van Lacke como Carmen
- Jean Pierre Noher como Tobías
- Norberto Díaz como Dardo
- Tota Santillán como Tota
- Christian Sancho como Lucas Dorman
- Luis Margani como Don Luis
- Melina Petriella como Abril Dorman
- Paula Siero como Lorena
- Patricia Viggiano como Marina Flores
- Edward Nutkiewicz como Javier
- Laura Miller como Patricia
- Magela Zanotta como Martita
- Fernando Lúpiz como Avesani
- Gustavo Guillen como Julio
- Alberto Anchart como Atilio
- Aldo Pastur como Horacio
- Lydia Lamaison como Celia
- Martín Coria como Salvador
- Susana Ortiz como Valeria
- Ariel Staltari como Facha
- Santiago Rios como Lolo
- Juan Vitali como Esteban
- Nora Carpena cameo